# Jxdn

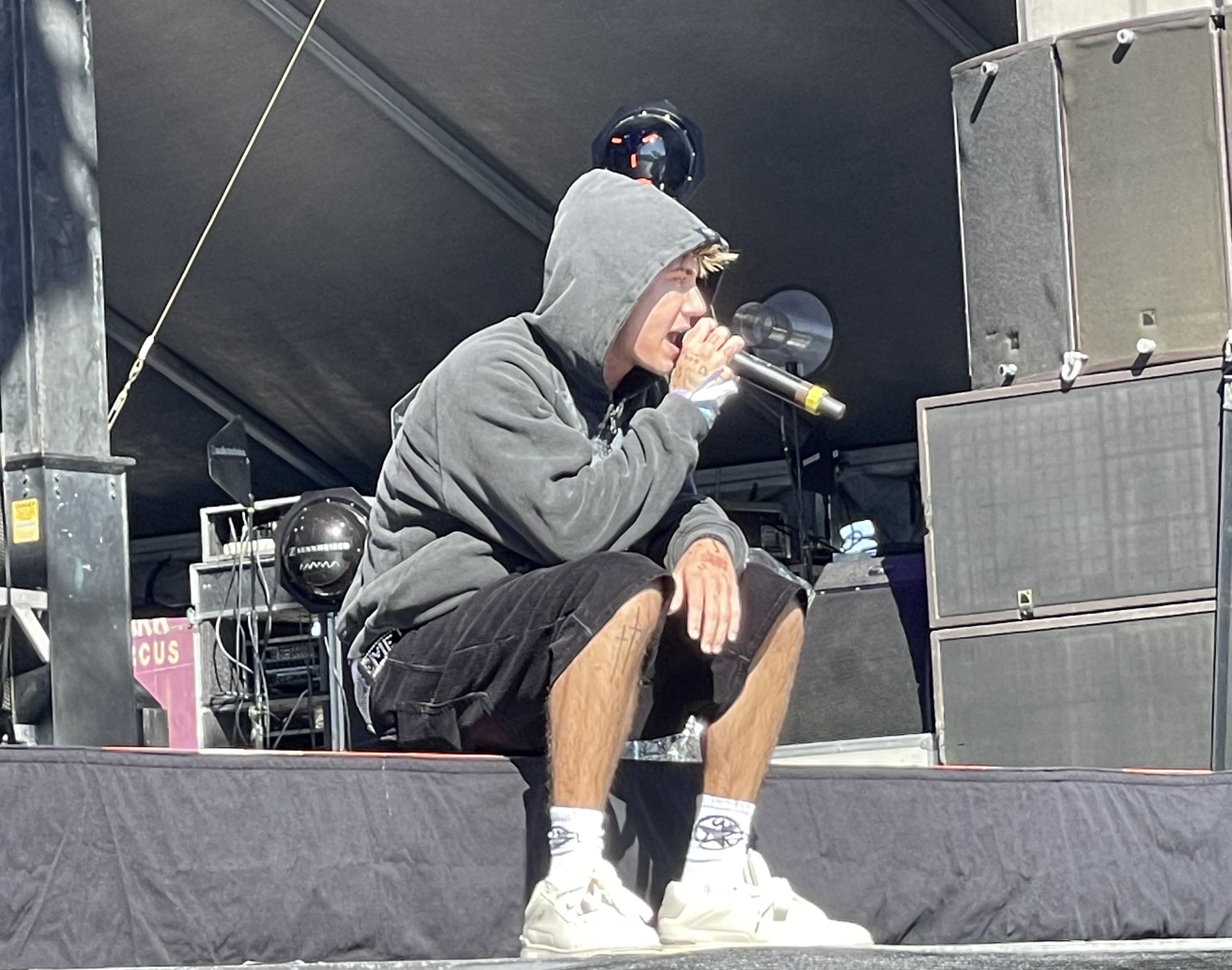
Jxdn, 2023

Jxdn (* 8. Februar 2001 in Dallas; eigentlich: Jaden Isaiah Hossler) ist ein US-amerikanischer Sänger und Songwriter.

## Karriere
Jaden Isaiah Hossler wuchs in Texas auf und zog im Alter von 14 Jahren mit seiner Familie nach Chattanooga, Tennessee. Er wuchs in einer christlichen Familie mit Classic Rock und Popmusik auf. In seinem letzten Jahr auf der High School kämpfte er gegen Depressionen und versuchte zweimal Selbstmord zu begehen. Angeregt von Künstlern wie Juice Wrld und XXXTentacion schloss sich Hossler im Jahre 2019 der Plattform TikTok an, wo er bis August 2020 über sieben Millionen Follower erreichte. Im Februar 2020 veröffentlichte Jxdn in Eigenregie die erste Single Comatose. Über seinen Sohn wurde der Blink-182-Schlagzeuger Travis Barker auf Jxdn aufmerksam. Schließlich nahm Barker Hossler im Mai 2020 für sein Label DTA Records unter Vertrag. Im Mai 2020 veröffentlichte Jxdn seine zweite Single Angels & Demons, die in Kanada mit einer Goldenen Schallplatte ausgezeichnet wurde. Es folgten weitere Singles, bevor Hossler im Januar 2021 eine Rolle in Machine Gun Kellys Film Downfalls High übernahm.
Gleichzeitig veröffentlichte Jxdn eine Rock-Coverversion von Olivia Rodrigos Lied Drivers License. Einen Monat später veröffentlichte er mit der Sängerin Nessa Barrett das Lied La Di Die. Mit dem Lied traten beide Musiker zusammen mit Travis Barker in den TV-Shows Jimmy Kimmel Live! und The Ellen DeGeneres Show auf. Jxdn wurde bei den iHeartRadio Music Awards 2021 in der Kategorie Social Star nominiert. Der Preis ging allerdings an Olivia Rodrigo. Am 2. Juli 2021 veröffentlichte Hossler das von Travis Barker produzierte Debütalbum Tell Me About Tomorrow, das Platz 95 der US-amerikanischen Albumcharts erreichte. Als Gastsänger sind Machine Gun Kelly und Iann Dior zu hören. Jxdn wurde für das Lied Think About Me bei den MTV Video Music Awards 2021 bzw. MTV Europe Music Awards in der Kategorie Push Performance of the Year bzw. Best Push nominiert.

## Stil
James Christopher Monger vom Onlinemagazin Allmusic beschreibt Jxdns Musik als eine vielseitige Mischung von Elementen des Pop-Punks, Rock und Trap. Jaden Hossler beschreibt seine Musik als einen „Rückblick auf den Pop-Punk der Jahre 2003 bis 2008“, die „eine Mischung aus All Time Low und Taking Back Sunday“ wäre.

## Diskografie

### Alben
| Jahr | Titel Musiklabel                   | Höchstplatzierung, Gesamtwochen, AuszeichnungChartsChartplatzierungen (Jahr, Titel, Musiklabel, Platzierungen, Wochen, Auszeichnungen, Anmerkungen) | Anmerkungen                        |
| Jahr | Titel Musiklabel                   | US | Anmerkungen                        |
| ---- | ---------------------------------- | --- | ---------------------------------- |
| 2021 | Tell Me About Tomorrow DTA Records | US95 (1 Wo.)US | Erstveröffentlichung: 2. Juli 2021 |

### Singles
- 2020: Comatose
- 2020: Angels & Demons (US: Gold, CA: Platin)
- 2020: So What!
- 2020: Pray
- 2020: Tonight (feat. Iann Dior)
- 2020: Better Off Dead
- 2021: Drivers License
- 2021: Think About Me

### Als Gastsänger
- 2021: This Ain’t a Scene (Audio Chateau feat. Jxdn)
- 2021: La Di Die (Nessa Barrett feat. Jxdn; US: Gold, CA: Gold)
- 2021: I’m Dead (Nessa Barrett feat. Jxdn)

## Auszeichnungen

### Musikverkäufe
| Land/RegionAuszeichnungen für Musikverkäufe (Land/Region, Auszeichnungen, Verkäufe, Quellen) | Gold     | Platin  | Verkäufe  | Quellen         |
| -------------------------------------------------------------------------------------------- | -------- | ------- | --------- | --------------- |
| Kanada (MC)                                                                                  | Gold1    | Platin1 | 120.000   | musiccanada.com |
| Vereinigte Staaten (RIAA)                                                                    | 2× Gold2 | —       | 1.000.000 | riaa.com        |
| Insgesamt                                                                                    | 3× Gold3 | Platin1 |           |                 |

### Musikpreise
| Jahr | Kategorie         | für  | Resultat  |
| ---- | ----------------- | ---- | --------- |
| 2021 | Social Star Award | Jxdn | Nominiert |

| Jahr | Kategorie | für  | Resultat  |
| ---- | --------- | ---- | --------- |
| 2021 | Best Push | Jxdn | Nominiert |

| Jahr | Kategorie                    | für            | Resultat  |
| ---- | ---------------------------- | -------------- | --------- |
| 2021 | Push Performance of The Year | Think About Me | Nominiert |